# Poblaće
Poblaće este un sat din comuna Pljevlja, Muntenegru. Conform datelor de la recensământul din 2003, localitatea are 101 locuitori (la recensământul din 1991 erau 211 locuitori).

## Demografie
În satul Poblaće locuiesc 90 de persoane adulte, iar vârsta medie a populației este de 51,7 de ani (45,0 la bărbați și 57,8 la femei). În localitate sunt 43 de gospodării, iar numărul mediu de membri în gospodărie este de 2,35.
Această localitate este populată majoritar de sârbi (conform recensământului din 2003).
|  |

| Demografie | Demografie | Demografie |
| An         | Locuitori  | Locuitori  |
| ---------- | ---------- | ---------- |
|            |            |            |
|            |            |            |
|            |            |            |
|            |            |            |
| 1948       | 442        |            |
| 1953       | 570        |            |
| 1961       | 522        |            |
| 1971       | 487        |            |
| 1981       | 373        |            |
| 1991       | 211        | 197        |
| 2003       | 108        | 101        |

| \| Componența etnică conform recensământului din 2003[2] \| Componența etnică conform recensământului din 2003[2] \| Componența etnică conform recensământului din 2003[2] \| Componența etnică conform recensământului din 2003[2] \| Componența etnică conform recensământului din 2003[2] \| \| ----------------------------------------------------- \| ----------------------------------------------------- \| ----------------------------------------------------- \| ----------------------------------------------------- \| ----------------------------------------------------- \| \| \| \| \| \| \| \| Sârbi \| Sârbi \| \| 93 \| 92,07% \| \| Muntenegreni \| Muntenegreni \| \| 6 \| 5,94% \| \| necunoscută \| necunoscută \| \| 0 \| 0% \| |              |  |    |        |
| Componența etnică conform recensământului din 2003 |              |  |    |        |
| |              |  |    |        |
| Sârbi | Sârbi        |  | 93 | 92,07% |
| Muntenegreni | Muntenegreni |  | 6  | 5,94%  |
| necunoscută | necunoscută  |  | 0  | 0%     |